# Gerard Piqué
Gerard Piqué i Bernabeu (* 2. února 1987, Barcelona, Španělsko) je bývalý španělský fotbalový obránce, dlouholetý reprezentant a hráč klubu FC Barcelona. V průběhu své kariéry byl experty označován za jednoho z nejlepších středních obránců na světě.
Piqué je čtyřnásobným vítězem Ligy mistrů UEFA a jedním z hráčů, kteří dokázali vyhrát tuto soutěž s více než jedním klubem, ovšem na triumfu s Manchesterem United se nepodílel jako člen základní sestavy. V sezónách 2008/09 a 2014/15 navíc vyhrál s Barcelonou treble, tedy výhru v lize, domácím poháru a Lize mistrů v jedné sezóně.
Za reprezentaci Španělska odehrál přes 100 zápasů. V roce 2010 se stal mistrem světa a o dva roky později mistrem Evropy. Mimo toho se zúčastnil Mistrovství světa 2014 a 2018 a Mistrovství Evropy 2016.
Během střetů Barcelony s rivalem z hlavního města Realem Madrid si vypěstoval osobní rivalitu se soupeřovým středním obráncem Sergiem Ramosem, ačkoli se oba hráči dokázali respektovat ve španělské reprezentaci, kde několik let bok po boku nastupovali.
V roce 2018 se stal 90% vlastníkem fotbalového klubu FC Andorra.
Dne 3. listopadu 2022 Piqué oznámil, že odchází z Barcelony a končí fotbalovou kariéru, svůj poslední zápas odehrál na stadionu Camp Nou 5. listopadu proti klubu UD Almería.

## Klubová kariéra
Od roku 1997 hrál Piqué za mládežnické výběry FC Barcelony. Působil zde například spolu s Cescem Fàbregasem nebo Lionelem Messim. Roku 2004 přestoupil do anglického klubu Manchester United. Za 4 roky svého působení na Old Trafford si připsal pouhých 12 startů. A tak se vrátil do Španělska, kde hrál jednu sezonu na hostování v Zaragoze a poté se přesunul z Aragonie do Katalánska, aby 27. května 2008 podepsal smlouvu s Barcelonou. Barcelona za něj Manchesteru United zaplatila částku 5 milionů liber.

### FC Barcelona

#### Sezóna 2008/09

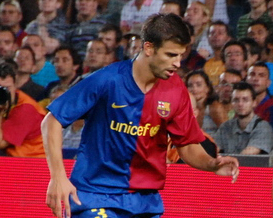
Gerard Piqué v roce 2008 v utkání o trofej Joana Gampera

Nový trenér Pep Guardiola poprvé využil Piquého v předkole Ligy mistrů UEFA proti polské Wisle Krakov dne 13. srpna 2008.
Barcelona první zápas vyhrála 4:0 doma, Piqué vystřídal Daniho Alvese a odehrál závěrečnou čtvrthodinu.
V odvetě pobyl na hřišti již celých 90 minut, Barcelona navzdory venkovní porážce 0:1 postoupila.
Premiérový zápas španělské La Ligy si zahrál 13. září 2008 (2. kolo), ve kterém Barcelona doma čelila Racingu Santander a remizovala 1:1.
V mužstvu se setkal s dalšími fotbalisty, kteří se fotbalu naučili v barcelonské akademii La Masia. Šlo mimo jiné o Xaviho, Andrése Iniestu, Sergia Busquetse nebo Lionela Messiho. Další hráč z akademie, obránce Carles Puyol, byl vedle mexického univerzála Rafaela Márqueze jeho konkurencí na post středního obránce.
V listopadu Piqué skóroval v pátém zápase skupiny Ligy mistrů na hřišti Sportingu Lisabon a pomohl k výhře 5:2, Barcelona však už měla postup zajištěn.
Další gól přidal v odvetě čtvrtfinále domácího poháru proti městskému rivalovi Espanyolu 29. ledna 2009, ve která Barcelona uspěla a vyhrála 3:2 a postoupila do semifinále.
Ve 34. kole si zahrál ve květnovém El Clásicu proti Realu Madrid, na jehož hřišti vyhrála Barcelona 6:2. Šestý gól katalánského týmu dal právě Piqué, který tak mohl oslavit svoji první ligovou branku za Barcelonu, která se tímto přiblížila titulu disponujíc sedmibodovým náskokem pro závěrečné čtyři ligové duely.
Nechyběl ve finále domácího poháru při výhře 4:1 proti Athleticu Bilbao 13. května 2009 a oslavil svoji první zdejší trofej. Katalánský klub vyhrál Copu poprvé od roku 1998. Tři dny nato bylo rozhodnuto o titulu, když Real Madrid zaváhal, již mistrovská Barcelona posléze prohrála 1:2 s Realem Mallorca. Ve finále Ligy mistrů 27. května nastoupil v základní sestavě a čelil svému bývalému klubu, obhajujícímu Manchesteru United. Jeho Barcelona vyhrála 2:0 a stala se prvním španělským klubem, který zkompletoval treble.

#### Sezóna 2009/10
Po úspěšném úsilí vybojovat domácí superpohár Supercopa de España ve dvojzápase proti Athleticu Bilbao se Barcelona rovněž v srpnu ujala ještě evropského Superpoháru UEFA po výhře 1:0 v prodloužení nad Šachtarem Doněck. Koncem září se dvakrát v lize gólově prosadil ve dvou zápasech po sobě, a to proti Racingu Santander (4:1) a Málaze (2:0) a Barcelona i po pátém kole disponovala plným počtem bodů.
Účastnil se Mistrovství světa klubů FIFA, kam Barcelona zamířila jako evropský šampion. Ta ve finále 19. prosince 2009 zdolala 2:1 argentinské Estudiantes a dosáhla na „sextuple“, když v roce 2009 vybojovala šest trofejí – do té doby nedosažený rekord.
První ligová porážka nadešla 14. února 2010, kdy se Barcelona potýkala s absencemi včetně Piquého a prohrála 1:2 s Atlétikem Madrid na jeho hřišti. Prodloužená smlouva podepsaná 26. února jej s klubem nově zavazovala do léta 2015. Ve druhém El Clásicu v ligové sezóně 4. dubna pomohl vyhrát 2:0 na stadionu Realu Madrid. První semifinálový zápas Ligy mistrů na půdě Interu Milán 20. dubna dopadl výhrou domácích 3:1 a čtvrtou porážkou Barcelony v sezóně. V domácí odvetě v 84. minutě skóroval (stejně jako ve skupinovém zápase s tímto soupeřem), ale jednogólová výhra v odvetě 28. dubna na postup do finále nestačila.
O titulu se rozhodovalo do posledního 38. kola, kdy Barcelona 16. května přivítila Real Valladolid, vyhrála 4:0 a se ziskem rekordních 99 bodů obhájila, neboť Real s Málagou remizoval.

#### Sezóna 2012/13
V průběhu podzimních měsíců se potýkal se zraněním, podobně jako jeho partner v obraně Carles Puyol. Po návratu na trávník se tak Piqué rozhodnutím trenéra Tita Vilanovy dostal do páru s Javierem Mascheranem.
Dne 1. prosince 2012 skóroval Piqué proti Athleticu Bilbao ve 14. kole a pomohl vyhrát 5:1.
Začátkem roku 2013, v lednu, nastoupil do duelu proti Realu Sociedad, ve kterém byl ve druhém poločase po druhé žluté kartě vyloučen. Barcelona prohrála první ligový duel sezóny 2012/13 po výsledku 2:3.
Proti Realu Madrid v zápase 2. března byl u venkovní ligové prohry 1:2, kterou Barcelona navázala na prohru 1:2 se stejným soupeřem ve Španělském poháru Copa del Rey pět dní nazpět. Ve druhém ze zápasů dal Barceloně vítězný gól stoper Sergio Ramos, který v hlavičkovém souboji překonal právě Piquého.
V odvetě semifinále Ligy mistrů 2012/13 proti německému Bayernu Mnichov 1. května 2013 si dal vlastní gól, Barcelona prohrála na Camp Nou 0:3 a ze soutěže vypadla. Sezóna 2012/13 však neskončila neúspěšně, po vyřazení v semifinále Ligy mistrů získal Piqué se svými spoluhráči titul ve španělské lize.
Jistotu titulu dala týmu květnová výhra 2:1 na hřišti Atlétika Madrid ve 35. kole.

#### Sezóna 2013/14
Na konci srpna roku 2013 s týmem získal Španělský superpohár, jenž Barcelona získala díky pravidlu venkovních gólů po remízách 1:1 venku a 0:0 doma s Atlétikem Madrid.
Pod novým trenérem Gerardem Martinem si zahrál plnou minutáž v prvních čtyřech ligových zápasech. Barcelona ani jednou neprohrála, ale ukázala nedostatky v obranné činnosti.
V půlce září se hlavou gólově prosadil proti Ajaxu po rohovém kopu Neymara, Barcelona tento zápas na úvod skupiny Ligy mistrů 2013/14 nakonec vyhrála 4:0.
S Barcelonou postoupil ze základní skupiny H do vyřazovacích bojů Ligy mistrů, katalánský tým v ní obsadil se ziskem 13 bodů první místo. V posledním utkání skupiny 11. prosince 2013 vstřelil jednu branku proti skotskému týmu Celtic FC a přispěl tak k drtivému vítězství 6:1.
V závěrečném 38. kole se Piqué postavil Atlétiku Madrid, které 17. května 2014 remízou 1:1 na Camp Nou vybojovalo mistrovský titul.
20. května 2014 se Piqué s klubem dohodl na prodloužení smlouvy do roku 2019.

#### Sezóna 2014/15

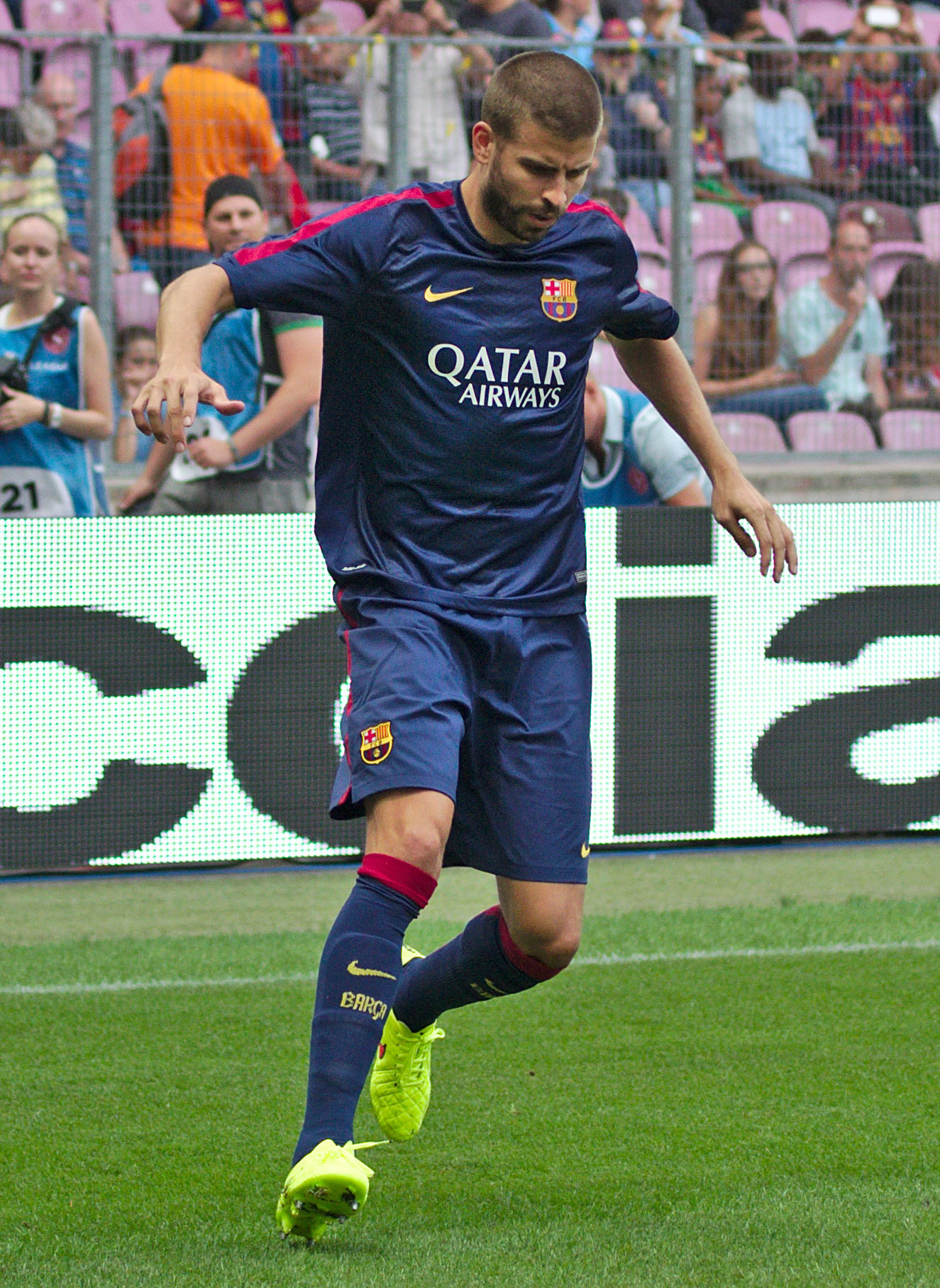
Rozcvičující se Gerard Piqué dne 6. srpna 2014 před duelem s Neapolí

Gólovou hlavičkou zařídil 17. září 2014 výhru v úvodním utkání Ligy mistrů proti kyperskému týmu APOEL.
Proti Levante čtyři dny na to ale chyběl v základní sestavě, neboť na začátku sezóny nebyl ve formě, na lavičce náhradníků strávil i některé z dalších zápasů, v průběhu sezóny se ale zlepšil.
Ve stoperské dvojici si zahrál mimo jiné po boku Javiera Mascherana či nově příchozího Jérémyho Mathieu.
Proti Realu Madrid venku 25. října prohrála Barcelona 1:3 navzdory počátečnímu vedení. Ve 35. minutě však Real vyrovnal, poté co Piqué zahrál v pokutovém území rukou, načež obdržel žlutou kartu.
V polovině dubna 2015 nastoupil do čtvrtfinále proti Paris Saint-Germain a odehrál 300. zápas za Barcelonu.
Zahrál si ve finále Ligy mistrů hraném 6. června na Olympijském stadionu v Berlíně, kde Barcelona čelila Juventusu a vyhrála 3:1.
Podle fotbalových expertů z The Guardian a sportskeeda podal nadprůměrný výkon a pomohl týmu obranným zákrokem na Fernanda Llorenteho.

#### Sezóna 2015/16
První zápas nové sezóny Piqué pozoroval z lavičky, když trenér Luis Enrique namísto něho vyslal do srpnového zápasu o Španělský superpohár Thomase Vermaelena.
Barcelona prohrála s Athleticem Bilbao 0:4, ovšem hrála se ještě domácí odveta na Camp Nou. Piqué v odvetě obdržel červenou kartu, poté co v 55. minutě protestoval proti rozhodnutí čárového rozhodčího. Vyloučen byl poprvé od ledna 2013, Barceloně se dohnat manko nepodařilo.
Za údajná hanlivá slova na adresu rozhodčího obdržel trest na čtyři utkání a v úvodu španělské ligy Barceloně chyběl.
Ve finále Mistrovství světa klubů proti River Plate 20. prosince vyhrála Barcelona 3:0 a získala pátou trofej za kalendářní rok 2015.
Piqué 22. května 2016 odehrál finále Španělského národního poháru (Copa del Rey) proti Seville FC, ve kterém podle španělského deníku Sport podal skvělý výkon ohodnocený známkou 10.
Barcelona po výhře 2:0 v prodloužení vybojovala domácí double.

#### Sezóna 2016/17
V říjnu (7. kolo ligy) se Piqué dvakrát hlavou gólově prosadil na půdě klubu Celta Vigo, kde však Barcelona stejně jako předchozí sezónu prohrála po čtyřech obdržených gólech, tentokrát výsledkem 3:4.
V dubnu Piqué odehrál venkovní El Clásico proti Realu Madrid, které Barcelona vyhrála 3:2 a vrátila se do boje o titul.
Barcelona sice vyhrála závěrečný zápas s Eibarem i bez Piquého, Real Madrid ale nakonec skončil první s tříbodovým náskokem.

#### Sezóna 2017/18
Barcelona odstartovala sezónu v srpnu domácím zápasem o španělský superpohár proti Realu Madrid, podlehla však 1:3.
Piqué otevřel skóre brankou do vlastní sítě, v 80. minutě pak nestačil střídajícímu Cristianu Ronaldovi, který změnil skóre na 2:1.
V Madridu Barcelona nezvítězila ani v odvetě a prohrála 0:2. Piqué se zapsal do dějin zápasu dalším průměrným výkonem a několik minut po začátku druhého poločasu byl kvůli zranění střídán.
Ve třetím kole La Ligy se gólově podílel na výhře 5:0 nad rivalem Espanyolem, když dal gól po přesné hlavičce po centru Rakitiće.
Několik dní nato se postavil v Lize mistrů Juventusu, který doma Barcelona přehrála a vyhrála po výsledku 3:0.
Společně se stoperem Samuelem Umtitim svým výkonem „smazali“ útočníky soupeře jako byl např. Paulo Dybala.
Po třetím říjnovém skupinovém zápase si Barcelona opět připsala tři body proti Olympiakosu, neboť vyhrála 3:1 Piqué ovšem zápas nedohrál, poté co byl tři minuty před poločasovou přestávkou vyloučen po druhé obdržené žluté kartě za hru rukou.
V lednu 2018 se Piqué s klubem dohodl na nové smlouvě, která měla nově platit do roku 2022.
Ve 22. kole La Ligy na začátku února na půdě Espanyolu na Piquého domácí publikum pískalo, byl to ale on, kdo srovnal na konečných 1:1 po 82 minutách zápasu a prodloužil ligovou neporazitelnost Katalánců na 22 zápasů.
Piqué odehrál dne 29. dubna ligové utkání na hřišti Deportiva La Coruña, kde Barcelona vyhrála 4:2 a získala 25. mistrovský titul klubové historie.

#### Sezóna 2018/19
Na začátku října 2018 se Piqué objevil ve svém stém zápase v rámci Ligy mistrů UEFA.
Tento venkovní zápas, ve kterém Barcelona konfrontovala Tottenham, nakonec skončil výhrou Barcelony 4:2. Piqué podal ve stoperské dvojici s Clémentem Lengletem odpovídající výkon.

#### Sezóna 2019/20
Zkraje sezóny 2019/20 proti Betisu Sevilla si zahrál ve svém 500. utkání za Barcelonu (360 výher, 90 remíz, 50 proher) a tento duel odehraný dne 25. srpna 2019 skončil výhrou Barcelony 5:2.
Nastoupil ve čtvrtfinále Ligy mistrů, ve kterém měl dne 14. srpna 2020 se spoluhráči čelit Bayernu Mnichov, pozdějšímu vítězi. Kvůli pandemii covidu-19 se evropská soutěž dohrávala v Portugalsku na jeden zápas. Ze střetu velkoklubů se zrodil historický debakl Barcelony 2:8. Piqué byl s obranou terorizován soupeřovými útočníky Robertem Lewandowskim a Thomasem Müllerem. Na webu CBSSports.com byl dokonce označen za nejhoršího hráče na hřišti, obdržel známku 1 z 10.

#### Sezóna 2020/21
Nový trenér Ronald Koeman Piquého postavil do prvního zářijového utkání La Ligy proti Villarrealu, který Barcelona na vlastním hřišti porazila 4:0. V týmu mu nepřibyla konkurence, utkání tak odehrál opět po boku druhého stopera Clémenta Lengleta.
V říjnu (7. ligové kolo) odehrál celé domácí utkání – El Clásico – proti Realu Madrid, které Barcelona prohrála 1:3.
Britský deník The Independent a fotbalový server TheHardTackle.com ohodnotily jeho individuální výkon známkou 6/10, lepší známkou jak jeho partnera ve stoperské dvojici Lengleta. První gól vstřelil soupeř i kvůli Piquého nedůslednosti.
V listopadu (10. kolo) prohrála Barcelona na půdě Atlétika Madrid 0:1 a přišla o Piquého, který si v utkání zranil koleno.

#### Sezóna 2021/22
Dne 17. října 2021 byl na trávníku přítomen u ligové výhry nad Valencií, která se stala jeho 400. výhrou za Barcelonu v kariéře. Až ve třetím skupinovém zápase dala Barcelona po 216 minutách první gól v sezóně Ligy mistrů a byl to Piqué, jehož gól po výhře 1:0 nad Dynamem Kyjev 20. října uchoval šance na postup do osmifinále. V evropské soutěži se stal se 16 góly nejvíce skórujícím obráncem, o první místo se dělil s Robertem Carlosem, oba vsítili 16 gólů.

## Reprezentační kariéra

### Mládežnické reprezentace
Zúčastnil se Mistrovství Evropy hráčů do 17 let v roce 2004, kde ve finále Španělsko podlehlo domácí Francii 1:2. Piqué v tomto utkání skóroval. S týmem do 19 let vyhrál Mistrovství Evropy hráčů do 19 let 2006 v Polsku, kde mladí Španělé porazili ve finále Skotsko 2:1. Piqué asistoval u vítězného gólu Alberta Morena.
V roce 2007 odcestoval na Mistrovství světa hráčů do 17 let pořádané Kanadou. Ve výběru Ginése Meléndeze patřil k oporám, neboť byl jedním ze čtyř fotbalistů se zkušenostmi z prvoligové soutěže. Odehrál všech šest zápasů Španělska, jediný turnajový gól zaznamenal proti Brazílii v osmifinále 11. července, kdy snižoval na 2:1. Jeho tým obrat v prodloužení dokonal a nakonec 4:2 vyhrál. Následující čtvrtfinále proti Česku o tři dny později ovšem Španělé nezvládli v penaltovém rozstřelu. Byl to právě Piqué, jehož střela chycená Petrem Radkem v páté sérii rozhodla o souhrnném výsledku 4:5.
V kvalifikaci na Mistrovství Evropy hráčů do 21 let 2009 sehrál všech osm zápasů, osm výher pak zaručilo španělské „jednadvacítce“ play-off se Švýcarskem. Piqué byl součástí výběru, který ve dvojzápase v říjnu 2008 nestačil na soupeře a finálového turnaje se proto Španělé neúčastnili.

### A-mužstvo
V A-mužstvu Španělska přezdívaném La Furia Roja debutoval 11. 2. 2009 v přátelském zápase proti týmu Anglie (výhra 2:0).
V červnu 2009 se namísto Mistrovství Evropy hráčů do 21 let zúčastnil Konfederačního poháru FIFA. Španělsko dokráčelo do semifinále, ve kterém jeho řadu 35 zápasů bez porážky zastavili po výsledku 2:0 fotbalisté USA. V zápase o bronz porazili Španělé Jihoafrickou republiku.
Zúčastnil se se španělskou seniorskou reprezentací Mistrovství světa 2010 v Jihoafrické republice, kde si dokráčel se spoluhráči pro zlaté medaile.
Na mistrovství Evropy 2012 pořádané Polskem a Ukrajinou se postavil do stoperské dvojice se Sergiem Ramosem z Realu Madrid v důsledku zranění Carlese Puyola. Španělsko, které mělo v plánu atakovat bezprecedentní třetí triumf v řadě, v prvním zápase čelilo Itálii a 10. června se z tohoto střetnutí urodila remíza 1:1, když soupeřův útočník Antonio Di Natale využil mezery mezi Piquém a Ramosem a skóroval. Po výhře 4:0 nad Irskem 14. června čelil Piqué se spoluhráči na závěr skupiny 18. června Chorvatsku, v němž v závěru ukořistili výhru 1:0 Španělé. Po zdolání Francie 23. června po výsledku 2:0 srovnalo Španělsko 27. června síly s Portugalskem. Piqué si připsal důležitý zákrok proti hvězdě soupeře Cristianu Ronaldovi, přičemž Portugalci drželi bezgólový stav i v prodloužení a došlo tak k penaltovému rozstřelu. V něm se Piqué úspěšně zhostil druhé penalty a pomohl v rozstřelu zvítězit 4:2. Finálový triumf obstarala výhra 4:0 s Itálií. Španělsko vyhrálo i popáté za sebou bez obdrženého gólu, který jim naposledy vstřelili v úvodu Italové. Piqué byl později zahrnut mezi 23 fotbalisty, které UEFA zahrnula ve vyhlášeném nejlepším týmu Eura.
Trenér Vicente del Bosque jej vzal na Mistrovství světa 2014 v Brazílii, kde Španělé jakožto obhájci titulu vypadli po dvou porážkách a jedné výhře již v základní skupině B.
Vicente del Bosque jej nominoval i na EURO 2016 ve Francii, kde byli Španělé vyřazeni v osmifinále Itálií po porážce 0:2. Piqué nastoupil ve všech čtyřech zápasech svého mužstva na turnaji.
Pro Španělsko započalo Ruskem pořádané Mistrovství světa 2018 15. června duelem proti Portugalsku. Piqué podal průměrný výkon v závěru „korunovaný“ faulem na Cristiana Ronalda, ze kterého vzešla Ronaldem proměněná penalta na konečný výsledek 3:3. Jubilejní 100. zápas za národní tým odehrál proti Íránu ve druhém skupinovém zápase 20. června. Ten Španělsko – dočasně trénované bývalým fotbalistou Fernandem Hierrem – porazilo 1:0. O postupu rozhodující zápas s Marokem 25. června Piqué odehrál a během zápasu unikl červené kartě za skluz na Chálida Butaíba a žlutý karetní trest neinkasoval ani za pozdější hru rukou ve vápně. Španělsko uhrálo potřebnou remízu 2:2 a skončilo na prvním místě před Portugalci. Proti Rusku 1. července již ovšem jeho hra rukou nezůstala bez povšimnutí rozhodčího – následnou penaltu Arťom Dzjuba proměnil a vrátil Rusy do zápasu. Osmifinálové střetnutí nebylo rozhodnuto ani v prodloužení a v penaltovém rozstřelu uspělo Rusko. Piqué odehrál svůj poslední reprezentační zápas.

## Styl hry
Gerard Piqué je považován za moderního středního obránce (stopera) dovedného s míčem a vyvážejícího míč do útoku.
Mezi jeho domény patří přihrávky a vhodné načasování obranných zákroků.
Vyzdvihuje se jeho taktická inteligence.
Naopak jeho schopnost vypořádat se s vysokými centrovanými míči ve vlastním pokutovém území bývá někdy kritizována,
jakkoliv v hlavičkových soubojích dokáže obstát.
Po svém příchodu do Barcelony v létě 2008 utvořil stoperskou dvojici s Carlesem Puyolem, jehož vůdčí role a přístup pozvedla Piquého výkonnost. Právě Puyol byl označován za toho, kdo Piquého dokázal udržovat soustředěného.
Gerard Piqué je silný ve vzduchu.[zdroj?] Následujíc tradici bývalých technicky zdatných středních obránců v Barceloně jako Aloisio, Blanc, Couto a Márquez má Piqué také perfektní kontrolu míče a zpracování stejně jako přihrávky a centry.[zdroj?]
Během kariéry se dočkal označení za jednoho z nejlepších středních obránců na světě vůbec.
Britský expert na španělský fotbal Graham Hunter jej v roce 2015 označil za nejlepšího světového středního obránce. Hunter vyslovil tezi, že se Piqué stal s odchodem Puyola lídrem katalánského mužstva. Právě Puyol jej takto označil v roce 2018, kdy v rozhovoru mimo to ocenil zlepšení Piquého poziční hry.
Na jaře roku 2016 Piqué v rozhovoru prozradil, že nejtěžšími útočníky, kterým v kariéře čelil, byli Cristiano Ronaldo, Didier Drogba a Robert Lewandowski.

## Klubové statistiky
Aktuální před sezónou 2021/22
| Klub                      | Sezóna           | Liga   | Liga | Národní pohár | Národní pohár | Ligový pohár | Ligový pohár | Evropa | Evropa | Ostatní | Ostatní | Celkem | Celkem |
| Klub                      | Sezóna           | Starty | Góly | Starty        | Góly          | Starty       | Góly         | Starty | Góly   | Starty  | Góly    | Starty | Góly   |
| ------------------------- | ---------------- | ------ | ---- | ------------- | ------------- | ------------ | ------------ | ------ | ------ | ------- | ------- | ------ | ------ |
| Manchester United         | 2004/05          | 0      | 0    | 1             | 0             | 1            | 0            | 1      | 0      | 0       | 0       | 3      | 0      |
| Manchester United         | 2005/06          | 3      | 0    | 2             | 0             | 2            | 0            | 0      | 0      | 0       | 0       | 7      | 0      |
| Manchester United         | 2006/07          | 0      | 0    | 0             | 0             | 0            | 0            | 0      | 0      | 0       | 0       | 0      | 0      |
| Manchester United         | 2007/08          | 9      | 0    | 0             | 0             | 1            | 0            | 3      | 2      | 0       | 0       | 13     | 2      |
| Manchester United         | Celkem           | 12     | 0    | 3             | 0             | 4            | 0            | 4      | 2      | 0       | 0       | 23     | 2      |
| Real Zaragoza (hostování) | 2006/07          | 22     | 2    | 6             | 1             | –            | –            | 0      | 0      | 0       | 0       | 28     | 3      |
| Real Zaragoza (hostování) | Celkem           | 22     | 2    | 6             | 1             | –            | –            | 0      | 0      | 0       | 0       | 28     | 3      |
| FC Barcelona              | 2008/09          | 25     | 1    | 6             | 1             | –            | –            | 14     | 1      | 0       | 0       | 45     | 3      |
| FC Barcelona              | 2009/10          | 32     | 2    | 1             | 0             | –            | –            | 11     | 2      | 5       | 0       | 49     | 4      |
| FC Barcelona              | 2010/11          | 31     | 3    | 7             | 0             | –            | –            | 12     | 1      | 1       | 0       | 51     | 4      |
| FC Barcelona              | 2011/12          | 22     | 2    | 8             | 0             | –            | –            | 5      | 0      | 3       | 0       | 38     | 2      |
| FC Barcelona              | 2012/13          | 28     | 2    | 4             | 1             | –            | –            | 10     | 0      | 2       | 0       | 44     | 3      |
| FC Barcelona              | 2013/14          | 26     | 2    | 2             | 0             | –            | –            | 9      | 2      | 2       | 0       | 39     | 4      |
| FC Barcelona              | 2014/15          | 27     | 5    | 6             | 1             | –            | –            | 11     | 1      | –       | –       | 44     | 7      |
| FC Barcelona              | 2015/16          | 30     | 2    | 5             | 2             | –            | –            | 8      | 1      | 3       | 0       | 46     | 5      |
| FC Barcelona              | 2016/17          | 25     | 2    | 7             | 0             | –            | –            | 8      | 1      | 1       | 0       | 41     | 3      |
| FC Barcelona              | 2017/18          | 30     | 3    | 8             | 1             | –            | –            | 9      | 1      | 2       | 0       | 49     | 5      |
| FC Barcelona              | 2018/19          | 35     | 4    | 5             | 0             | –            | –            | 11     | 2      | 1       | 1       | 52     | 7      |
| FC Barcelona              | 2019/20          | 35     | 1    | 2             | 0             | –            | –            | 7      | 0      | 1       | 0       | 45     | 1      |
| FC Barcelona              | 2020/21          | 18     | 0    | 2             | 1             | –            | –            | 3      | 1      | 0       | 0       | 23     | 2      |
| FC Barcelona              | 2021/22          | 0      | 0    | 0             | 0             | –            | –            | 0      | 0      | 0       | 0       | 0      | 0      |
| FC Barcelona              | Celkem           | 364    | 29   | 63            | 7             | –            | –            | 118    | 13     | 21      | 1       | 566    | 50     |
| Celkem v kariéře          | Celkem v kariéře | 398    | 31   | 72            | 8             | 4            | 0            | 122    | 15     | 21      | 1       | 613    | 55     |

## Osobní život
Piqué vyrůstal v katalánské rodině spjaté s barcelonským fotbalovým klubem, on sám je v tomto ohledu již čtvrtá generace. Jeho otec Joan je právník a obchodník a jeho matka Montserrat je primářkou v nemocnici. Má mladšího bratra Marca. Jeho děd Amador Bernabéu je bývalý viceprezident Barcelony a tuto funkci zastával 23 let. Později zastupoval katalánský klub na půdě UEFA. Jeho dobrý kamarád je Carles Puyol a jeho bývalí spoluhráči Rio Ferdinand a Bojan Krkić.[zdroj?] V mládežnických výběrech se seznámil se svým pozdějším barcelonským spoluhráčem Francescem Cescem Fàbregasem, se kterým ho pojí blízké přátelství.
Od léta 2010 Piqué randil s kolumbijskou zpěvačkou Shakirou, která se narodila 2. února 1977, přesně 10 let před svým budoucím manželem. Piqué také figuroval ve videoklipu k písni Waka Waka (This Time for Africa), oficiální písni Mistrovství světa 2010. Oficiálně potvrdili svůj vztah 29. března 2011 přes Twitter. Dne 22. ledna 2013 se Piquému a Shakiře narodil jejich první syn Milan Piqué Mebarak. O dva roky později, 29. ledna 2015 se fotbalistovi narodil druhý syn – Sasha Piqué Mebarak.
Piqué používá Twitter a Facebook ke komunikaci se svými fanoušky.
V roce 2018 stál Piqué v čele investiční skupiny Kosmos, kterou si najala Mezinárodní tenisová federace (ITF) na proměnu prestižního (ale dle ITF stagnujícího) turnaje Davis Cup. V srpnu 2018 došlo ke schválení navrhovaných změn, které se však nesetkaly s podporou fanoušků ani tenistů.
V roce 2022 Piqué a Shakira oznámili rozchod. Důvodem byla Piquého nevěra. Trenér Barcelony Xavi se poté se svěřencem setkal a vzhledem k jeho osobním problémům mu oznámil, že s ním již nepočítá do příští sezóny.[zdroj⁠?!]

## Úspěchy

### Klubové
Manchester United
- 1× vítěz Premier League (2007/08)
- 1× vítěz Carling Cupu (2005/06)
- 1× vítěz Community Shieldu (2007)
- 1× vítěz Ligy mistrů UEFA (2007/08)

FC Barcelona
- 8× vítěz Primera División (2008/09, 2009/10, 2010/11, 2012/13, 2014/15, 2015/16, 2017/18, 2018/19)[126]
- 3× vítěz Ligy mistrů UEFA (2008/09, 2010/11, 2014/15)[126]
- 6× vítěz Supercopa de España (2009, 2010, 2011, 2013, 2016, 2018)[126]
- 6× vítěz Copa del Rey (2008/09, 2011/12, 2014/15, 2015/16, 2016/17, 2017/18)[126]
- 3× vítěz Mistrovství světa ve fotbale klubů (2009, 2011, 2015)[126]
- 3× vítěz Superpoháru UEFA (2009, 2011, 2015)[126]

### Reprezentační
- 1× bronz z Konfederačního poháru FIFA (2009)
- 1× zlato z Mistrovství Evropy U19 (2008)
- 1× stříbro z Mistrovství světa U17 (2004)
- 1× zlato z Mistrovství světa (2010)
- 1× zlato z Mistrovství Evropy (2012)

### Individuální
- Tým roku podle UEFA – 2010,[127] 2011,[128] 2012,[129] 2015,[130] 2016[131]
- Nejlepší jedenáctka Ligy mistrů UEFA – 2014/15[132]
- Nejlepší jedenáctka podle ESM – 2010/11,[133] 2013/14,[134] 2014/15,[135] 2015/16,[136] 2018/19[137]
- Katalánský fotbalista roku – 2019[138]